# Julius Auspex
Pour les articles homonymes, voir Auspex (homonymie).
 (août 2023).
La mise en forme du texte ne suit pas les recommandations de Wikipédia : il faut le « wikifier ».
Les points d'amélioration suivants sont les cas les plus fréquents. Le détail des points à revoir est peut-être précisé sur la page de discussion.
- Les titres sont pré-formatés par le logiciel. Ils ne sont ni en capitales, ni en gras.
- Le texte ne doit pas être écrit en capitales (les noms de famille non plus), ni en gras, ni en italique, ni en « petit »…
- Le gras n'est utilisé que pour surligner le titre de l'article dans l'introduction, une seule fois.
- L'italique est rarement utilisé : mots en langue étrangère, titres d'œuvres, noms de bateaux, etc.
- Les citations ne sont pas en italique mais en corps de texte normal. Elles sont entourées par des guillemets français : « et ».
- Les listes à puces sont à éviter, des paragraphes rédigés étant largement préférés. Les tableaux sont à réserver à la présentation de données structurées (résultats, etc.).
- Les appels de note de bas de page (petits chiffres en exposant, introduits par l'outil «  Source ») sont à placer entre la fin de phrase et le point final[comme ça].
- Les liens internes (vers d'autres articles de Wikipédia) sont à choisir avec parcimonie. Créez des liens vers des articles approfondissant le sujet. Les termes génériques sans rapport avec le sujet sont à éviter, ainsi que les répétitions de liens vers un même terme.
- Les liens externes sont à placer uniquement dans une section « Liens externes », à la fin de l'article. Ces liens sont à choisir avec parcimonie suivant les règles définies. Si un lien sert de source à l'article, son insertion dans le texte est à faire par les notes de bas de page.
- La présentation des références doit suivre les conventions bibliographiques. Il est recommandé d'utiliser les modèles {{Ouvrage}}, {{Chapitre}}, {{Article}}, {{Lien web}} et/ou {{Bibliographie}}. Le mode d'édition visuel peut mettre en forme automatiquement les références.
- Insérer une infobox (cadre d'informations à droite) n'est pas obligatoire pour parachever la mise en page.

Pour une aide détaillée, merci de consulter Aide:Wikification.
Si vous pensez que ces points ont été résolus, vous pouvez retirer ce bandeau et améliorer la mise en forme d'un autre article.
(Caius?) Iulius Auspex est un aristocrate Rèmes. En 70, devant l'assemblée de Reims, il soutient la loyauté envers Rome.

## Famille
Il est issu de l'aristocratie Rèmes. Ses ancêtres ont reçu la citoyenneté romaine de César ou d'Auguste.

## Biographie
En 70, les délégués du Consilium Galliarum, qui se réunissaient habituellement au pagi de Condate, au sanctuaire fédéral des trois Gaules, près de Lugdunum, se réunissent à Durocortorum, capital des Rémes. Les causes de ce changement de lieu sont l'instabilité politique de l'année 70 dans les Gaules et la grande loyauté des Lyonnais envers le pouvoir impérial. De plus, l’assemblée du Confluent est une assemblée de nature politique et non religieuse, donc rien ne s’opposait à ce qu’elle soit réunie ailleurs qu’à Condate, de la même manière que les sénateurs romains pouvaient fort bien se rassembler ailleurs qu’entre les murs de la curie. N’importe quel lieu de réunion politique pouvait fort bien faire l’affaire, à la condition qu’il s’agisse d’un templum, c’est-à-dire qu’il soit consacré, et Durocortorum (Reims), en tant que capitale des Rèmes en était naturellement pourvu. Pour ce qui est du rôle moteur des Rèmes, il nous faut remarquer que nous ne connaissons pas en définitive les règles habituelles qui présidaient à la convocation des sessions du concile de la Gaule. On peut supposer que c’était le grand-prêtre qui en avait l’initiative, mais cela n’est pas certain. Il est possible que, dans les circonstances exceptionnelles rencontrées en 70, ces règles n’aient pas été suivies scrupuleusement, et que ce soient les membres de la délégation rème à l’assemblée du Confluent qui aient pris cette initiative. Mais il est possible également que le grand-prêtre ait été cette année-là un citoyen Rème, Iulius Auspex :
« At Iulius Auspex e primoribus Remorum, uim Romanam pacisque bona dissertans et sumi bellum etiam ab ignauis, strenuissimi cuiusque periculo geri, iamque super caput legiones, sapientissimum quemque reuerentia fideque, iuniores periculo ac metu continuit; et Valentini animum laudabant consilium Auspicis sequebantur. »

« Cependant Iulius Auspex, l’un des notables parmi les Rèmes, insista sur la puissance de Rome et sur les bienfaits de la paix ; la guerre, disait-il, peut être entreprise même par les lâches, mais ce sont les plus braves qui la font, à leurs risques et périls ; de plus, la menace des légions est déjà sur nos têtes ; il réussit à retenir les plus sages en faisant appel au respect de la parole donnée, les plus jeunes en évoquant la crainte du danger : on louait le courage de Valentinus, mais on suivait l’avis d’Auspex. »
Il est en effet désigné comme un des tout premiers de sa cité (e primoribus Remorum), et le récit lui accorde un rôle premier dans l’assemblée : c’est lui qui prend la tête des débats en se chargeant de répondre à la diatribe du Trévire Iulius Valentinus, c’est lui encore qui exprime la position favorable à Rome et qui parvient à gagner l’adhésion de la majorité de l’assemblée.